# Corrado Corradi
Corrado Corradi (Salsomaggiore Terme, 14 dicembre 1942) è un ex calciatore italiano, di ruolo attaccante.

## Carriera
Debutta in Serie B con il Parma, disputando tre campionati. In seguito gioca in serie cadetta per altri tre anni con Napoli, Venezia e Reggiana, totalizzando complessivamente 85 presenze e 13 reti in Serie B.
Termina la carriera da professionista in Serie C con la Mestrina ed infine nel 1968 torna al Parma in Serie D.